# 九鬼隆常
九鬼 隆常（くき たかつね）は、江戸時代前期の大名。丹波国綾部藩2代藩主。官位は従五位下大隅守。

## 略歴
初代藩主・九鬼隆季の長男として誕生。
延宝2年（1674年）11月16日、父の隠居により跡を継ぐ。しかしその年に水害が起こったのを始め、延宝8年（1680年）にも大洪水と2度の大火が起こるなど、天災のために治世は多難を極めた。元禄11年（1698年）4月1日、参勤交代途上の三河国池鯉鮒（現愛知県知立市）にて死去した。享年53。跡を養嗣子の隆直が継いだ。法号は仁岳了賢乾徳院。

## 系譜
- 父：九鬼隆季（1608-1678）
- 母：不詳
- 正室：石川廉勝の娘
- 継室：保科正景の娘
- 継々室：牧野富成の養女 - 建部政明の娘
- 生母不明の子女
  - 長男：九鬼隆幸（1671-1691）
  - 女子：朽木長綱正室
- 養子
  - 男子：九鬼隆直（1687-1752） - 松平信定の十一男